# Кубок валлійської ліги з футболу
Кубок валлійської ліги (англ. Welsh League Cup) — кубкове футбольне змагання, що організовується валлійською прем'єр-лігою. Турнір був вперше проведений в сезоні 1992-93.

## Формат турніру
Кубок валлійської ліги неодноразово змінював свій формат з моменту дебютного сезону. Сьогодні кубок проводиться за системою «плей-оф». В кожній парі проводиться один матч на полі однієї з команд. У випадку, якщо основний час завершився внічию, проводять два додаткових тайми по 15 хвилин, і, при необхідності, серію післяматчевих пенальті.

## Перемоги за клубами
| Клуб                      | Переможець                                                            | Фіналіст |
| ------------------------- | --------------------------------------------------------------------- | -------- |
| Нью-Сейнтс                | 11 (1995, 2006, 2009, 2010, 2011, 2015, 2016, 2017, 2018, 2024, 2025) | 1        |
| Баррі Таун                | 4 (1997, 1998, 1999, 2000)                                            | 2        |
| Кайрсус                   | 3 (2001, 2002, 2007)                                                  | 1        |
| Кармартен Таун            | 3 (2005, 2013, 2014)                                                  | 1        |
| Аван Лідо                 | 3 (1993, 1994, 2012)                                                  | -        |
| Ріл                       | 2 (2003, 2004)                                                        | 4        |
| Коннас-Кі Номадс          | 3 (1996, 2020, 2022)                                                  | 1        |
| Лланеллі                  | 1 (2008)                                                              | 1        |
| Кардіфф МЮ                | 1 (2019)                                                              | 2        |
| Бала Таун                 | 1 (2023)                                                              | 2        |
| Бангор Сіті               | -                                                                     | 6        |
| Денбай Таун               | -                                                                     | 1        |
| Карнарвон Таун            | -                                                                     | 1        |
| Кумбран Таун              | -                                                                     | 1        |
| Еббу Вейл                 | -                                                                     | 1        |
| Порт-Толбот Таун          | -                                                                     | 1        |
| Ньютаун                   | -                                                                     | 1        |
| Тон-Пентр                 | -                                                                     | 1        |
| Кембріан-енд-Клайдеч-Вейл | -                                                                     | 1        |
| СТМ Спортс                | -                                                                     | 1        |